# GDK
GDK (GIMP Drawing Kit) is een computergraphicsbibliotheek die fungeert als een huls rond de teken- en vensterfuncties op een laag niveau verzorgd door het onderliggende grafische systeem. Oorspronkelijk werd het ontwikkeld op het X Window System voor het GNU Image Manipulation Program (GIMP). GDK is gelegen tussen de X-server en de GTK+-bibliotheek en verzorgt de verwerking van elementaire rendering zoals het tekenen van primitieven, rasterafbeeldingen (bitmaps), cursors, lettertypen, evenals vensterboodschappen en drag-and-drop-functionaliteit.
Net als GTK is GDK gelicentieerd onder de GNU Lesser General Public License.
GDK is een belangrijk onderdeel van de GTK+'s draagbaarheid. Aangezien de low-level cross-platform functionaliteit reeds door GLib wordt verzorgd, is alles wat nodig is om GTK+ te laten draaien op andere platformen is door GDK toegang te geven naar de grafische laag van het onderliggende besturingssysteem. Vandaar dat de GDK-poorten voor Win32 en Quartz die het GTK+-applicaties mogelijk maakt te draaien op Windows en OS X.
Te beginnen met GTK+ 2.8 ondersteunt GDK Cairo.